# Mecynorhina passerinii
Mecynorhina passerinii är en skalbaggsart som beskrevs av John Obadiah Westwood 1844. Mecynorhina passerinii ingår i släktet Mecynorhina och familjen Cetoniidae. Inga underarter finns listade i Catalogue of Life.